# Чезаріно Червеллаті
Чезаріно Червеллаті (італ. Cesarino Cervellati; 15 лютого 1930, Баричелла — 13 квітня 2018, Сассо-Марконі) — італійський футболіст, що грав на позиції нападника. По завершенні ігрової кар'єри — футбольний тренер.
Протягом усієї кар'єри виступав за «Болонью», а також провів шість матчів за національну збірну Італії.

## Клубна кар'єра
Народився 15 лютого 1930 року в місті Баричелла. Вихованець футбольної школи клубу «Болонья». 
За першу команду дебютував в віці 18 років у 1948 році в матчі проти «Лаціо» (2:8). З наступного сезону 1949/50 став основним гравцем команди. Його перші роки характеризувалися високою результативність: він забив 39 голів у 3-х чемпіонатах з 1949 по 1952 рік. У наступних сезонах він став забивати трохи менше, а ближче до кінця своєї кар'єри взагалі перейшов на позицію в центрі поля, через що майже не забивав. У 1961 році, у віці тридцяти одного року, він виграв зі своєю командою Кубок Мітропи, єдиний трофей у своїй кар'єрі. У наступному році Червеллаті завершив свою ігрову кар'єру.

## Виступи за збірну
6 травня 1951 року дебютував в офіційних матчах у складі національної збірної Італії в товариській грі проти збірної Югославії (0:0), замінивши в другому таймі Ренцо Буріні. Протягом кар'єри у національній команді, яка тривала 11 років, провів у формі головної команди країни лише 6 матчів.

## Кар'єра тренера
Після закінчення кар'єри гравця в 1962 році Червеллаті залишається у «Болоньї», де стає асистентом головного тренера Фульвіо Бернардіні і виграє з ним сьомий національний титул у сезоні 1963/64.
У сезоні 1968/69 Червеллаті був призначений головним тренером команди, замінивши Джузеппе Віані, але після 15 турів був звільнений і замінений на Оронцо Пульєзе.
Після короткої роботи тренером у «Чезені», він повернувся до «Болоньї» в лютому 1972 року, ставши з Пульєзе співтренерами до кінця сезону.
У 1977 році Чезаріно знову став тренером «Болоньї» після відставки Густаво Джаньйоні, і зумів врятувати клуб від пониження у класі в передостанній день чемпіонату.
У лютому 1979 року Чезаріно вчергове очолює рідну команду і знову йому вдається врятувати клуб від вильоту в другий дивізіон.
У березні 1983 року Червеллаті востаннє очолив «Болонью», яка цього разу вже виступала в Серії В, але не зміг її врятувати від вильоту в Серію С1.
| Дата       | Місто          | Господарі      | Результат | Гості     | Турнір                             | Голи | Примітки |
| ---------- | -------------- | -------------- | --------- | --------- | ---------------------------------- | ---- | -------- |
| 06/05/1951 | Мілан          | Італія         | 0 – 0     | Югославія | товариський матч                   | -    |          |
| 03/06/1951 | Генуя          | Італія         | 4 – 1     | Франція   | товариський матч                   | -    |          |
| 11/11/1951 | Флоренція      | Італія         | 1 – 1     | Швеція    | товариський матч                   | -    |          |
| 26/04/1953 | Прага          | Чехословаччина | 2 – 0     | Італія    | Кубок Центральної Європи 1948—1953 | -    |          |
| 17/05/1953 | Рим            | Італія         | 0 – 3     | Угорщина  | Кубок Центральної Європи 1948—1953 | -    |          |
| 01/07/1956 | Ріо-де-Жанейро | Бразилія       | 2 – 0     | Італія    | товариський матч                   | -    |          |
| Усього     |                | Матчів         | 6         |           | Голів                              | 0    |          |

## Титули і досягнення
- Володар Кубка Мітропи (1):

«Болонья»: 1961